# Airaphilus hirtulus
Airaphilus hirtulus es una especie de coleóptero de la familia Silvanidae.

## Distribución geográfica
Habita en Grecia.